# Hemipsilichthys splendens
 Hemipsilichthys splendens és una espècie de peix de la família dels loricàrids i de l'ordre dels siluriformes.
A l'estadi adult, poden assolir els 6,5 cm de longitud total. Es troba al riu Paranà i Santa Catarina (Brasil).